# Ready Go
Ready Go è il settimo singolo giapponese sotto la casa discografica Far Eastern Entertainment.
Il singolo è il terzo estratto dalla loro prima compilation giapponese Best of 4Minute.

## Pubblicazione
La canzone è stata pubblicata sei giorni dopo l'EP Trouble Maker del sub-Group composto da Hyuna e JS dei BEast.

## Video musicale
Il 7 dicembre fu pubblicato il video ufficiale mentre, la dance version del brano venne pubblicata tre giorni dopo.

## Tracce
1. Ready Go
2. Sweet Suga Honey! (Japanese Version)
3. Ready Go (inst.)
4. Sweet Suga Honey! (inst.)

## Classifiche
| Classifica                 | Posizione massima |
| -------------------------- | ----------------- |
| Gaon Digital chart         | 6                 |
| Gaon Streaming chart       | 15                |
| Gaon Download chart        | 18                |
| Gaon BGM chart             | 28                |
| Gaon Mobile Ringtone chart | 27                |